# Château de Vauville (Mathieu)
Le château de Vauville est un édifice situé sur le territoire de la commune de Mathieu dans le département français du Calvados.

## Localisation
Le monument est situé dans le département français du Calvados, à Mathieu au lieu-dit Chemin du bout Millet.

## Histoire
Le château est daté du XVIIe siècle et est agrandi au XIXe siècle.
La façade principale et sa toiture fait l'objet d'une inscription comme monument historique depuis le 7 décembre 1972.

## Architecture
Le château est bâti en pierres, moellons et enduit.

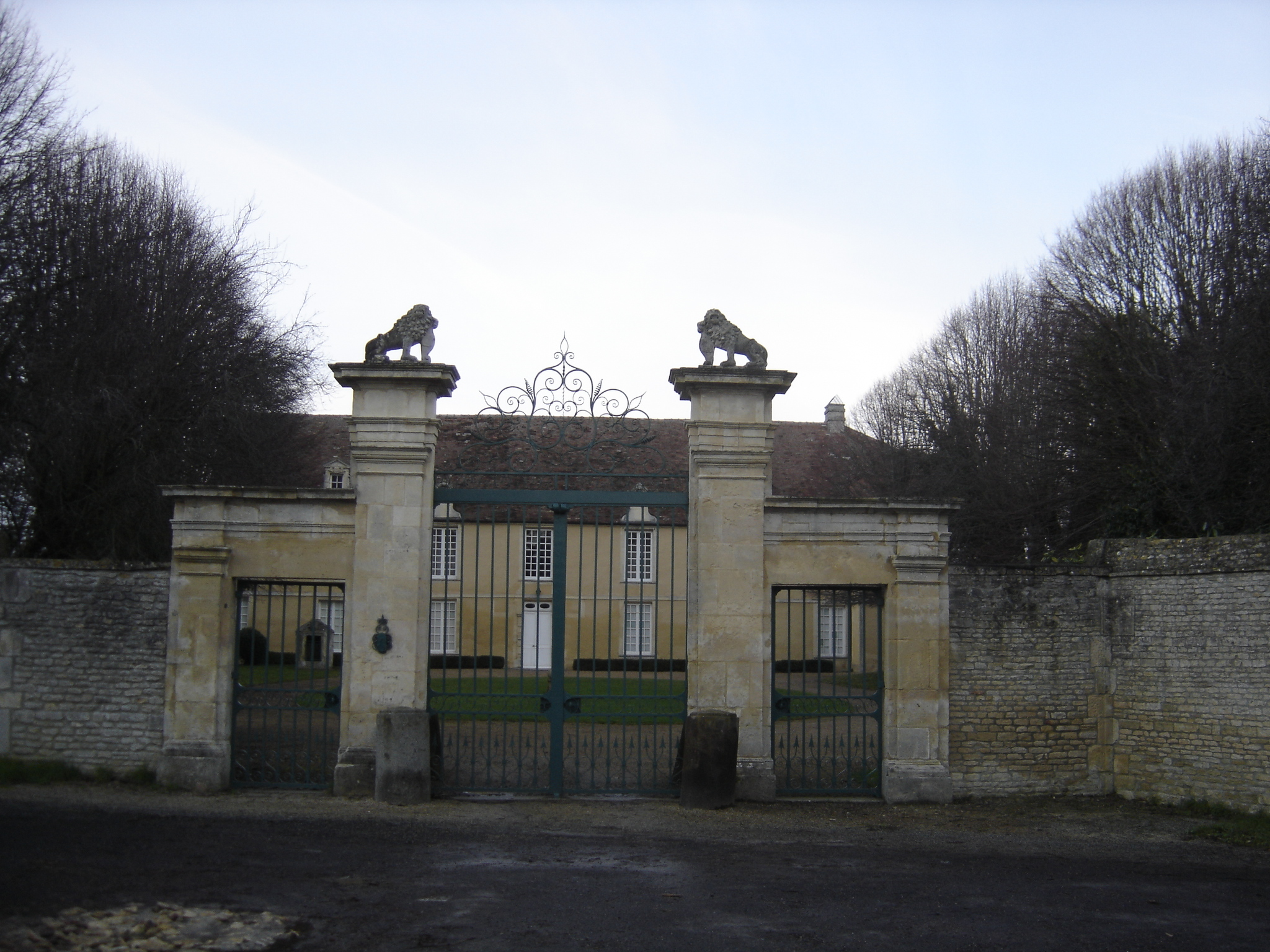
Les piliers surmontés des lions